# John Rhys-Davies
John Rhys-Davies (født 5. maj 1944) er en britisk skuespiller. Selv om han har indspillet dusinvis af film, huskes han bedst for sine roller i to blockbuster film: Indiana Jones, hvor han spiller Sallah og Ringenes Herre, hvor han spiller dværgen Gimli (han lagde også stemme til Træskæg). Han er også stemmen bag Hades i Justice League.
Rhys-Davis mangler spidsen af venstre langefinger.

## Udvalgt filmografi
- The Game of Their Lives (2005) - Bill Jeffrey
- The Princess Diaries 2: Royal Engagement (2004)
- The Lord of the Rings: The Return of the King (2003) - Gimli
- The Medallion (2003)
- Junglebogen 2 (2003) (stemme)
- The Lord of the Rings: The Two Towers (2002) - Gimli
- Sabretooth (2002)
- The Lord of the Rings: The Fellowship of the Ring (2001) - Gimli
- Cats Don't Dance (1997) (stemme)
- Aladdin og de fyrretyve røvere (1996) (stemme) - Cassim
- Glory Daze (1996)
- The Great White Hype (1996)
- Sliders (1995-1997)
- Quest for Glory IV: Shadows of Darkness (1994)
- The High Crusade (1994)
- The Lost World (1992) - Professor George Challenger
- Indiana Jones og det sidste korstog (1989)
- The Living Daylights (1987) - General Leonid Pusjkin
- Kong Salomons miner (1985)
- Sahara (1983)
- Victor/Victoria (1982)
- Ivanhoe (1982) - Sir Reginald Front-de-Boeuf
- Jagten på den forsvundne skat (1981) - Sallah
- I, Claudius (1976)